# Albrecht van Voorne
Albrecht van Voorne (vóór 1247 - 30 december 1287) was heer van Voorne en burggraaf van Zeeland.
Albrecht van Voorne was de zoon en opvolger van Hendrik van Voorne, burggraaf van Zeeland, ridder, overleden ca. 1260-1261 en Catharina van Cysoing. Hij was een hoveling van Floris V van Holland en vergezelde hem in 1268 naar Brugge. Albrecht werd begraven in de abdij van Loosduinen. 
Albrecht was gehuwd met Aleyd van Loon (ca. 1240 - ca. 1275), weduwe van Dirk II van Valkenburg en dochter van Arnold IV van Loon en Johanna van Chiny. Zij kregen een dochter Mabelia ( 1273 - 26 februari 1313) die trouwde met Jan III van Arkel (14e eeuw). Albrecht hertrouwde in 1275 met Catharina van Durbuy, zij kregen een zoon: Gerard van Voorne, opvolger van zijn vader.

## Albrecht van Voorne als maecenas
Albrecht van Voorne is vooral bekend geworden door het inhuren van een jonge, veelbelovende Vlaamse auteur, die zich in zijn oudst bewaard gebleven werk Alexanders geesten (De daden van Alexander [de Grote]) Jacob noemt, maar dat na zijn aanstelling op het eiland Oostvoorne - geheel in overeenstemming met de toen geldende conventies - veranderde in "Jacob de coster van Merlant". Dat wil zeggen dat Jacob de bewaarder werd van de boekenkist in de kerk van Merlant, de haven van Oostvoorne, die later opging in het huidige Brielle.

Jacob De coster Van Merlant vertaalde voor Albrecht - gezien zijn schamperend commentaar over de waarheidsgetrouwheid van zijn Franstalige bron vermoedelijk erg tegen zijn zin - een proza-bewerking van de versroman van Robert de Boron: Estoire dou Graal ou Joseph d’Arimathie als Die Historie vanden Grale, zoals Jacob in de proloog verantwoordde in het enig bewaard gebleven handschrift:
 Alle de gene de desse tale

 Horen willen vanden grale

 Wannen dat he eirsten quam

 Als ick inden walsche vernam

 So zal ickt dichten in duesche woert

 Jck en zalt nicht laten dorch er voert

 De benyden mijn gedichte

 Wante doch alle quade wichte

 To der doghet tragen altoes nijt

 Hijr omme so wil ich in aller tijt

 Dat doen dat se mij benyden

 Dus solen se vele de myn verbliden

 Alze se van mij dan horen tale

 Desse historie van den grale

 Dichte ick to eren hern alabrechte

 Den heer van vorne wal myt rechte

 Want hoege lude myt hoger historie

 Manichfolden zulen er glorie

 Vnde korten dar mede er tijt

 Jck wille dat gij des zeker zijt

 Dat ick de historie vele valsch

 Gevonden hebbe in dat walsch

 Dar ze van gode onsen heren sprak

 Dat ene dat volck van rome wrack

 Dar vmbe merket desse zake

 Eyn dichte van onses heren wrake

 Lestmen dat is wijde bekannt

 Vnde makede eyn pape in vlanderlant

 Dat saget dat boeck in zijn beginne

 Mer ick wene in mynen sinne

 Dat pape dat nicht en dichte

 Want men mochte nicht gescriiien lichte

 We vullich dat gelogen zij

 Vnde dat zal ick iv prorien waer bij

 Jn der historie de komet hijr naer

 Vnde nv biddick iv dat is waer

 Jacob de coster van merlant

 Den gij to voren hebbet bekant

 Jn des koninges Allexanders Jeesten

 Dat gij bidden dat he volleesten

 Moete dat he heuet begonnen

 Vnde he den ghenen moete onnen

 Jn des ere he dit began

 Dat he moete werden alzulck ein man

 Dat des al dat volck vnde onse heer

 Moete hebben loff vnde eer

 Vnde wij myt em moeten komen

 Jn de ere de men genomen

 Noch gescrillen nicht en mach

 Daert sonder nacht is altoes dach

 [Editie Sodmann 1980, p. 115-116.]
De Estoire dou Graal is het eerste deel van een trilogie, en wordt gevolgd door Merlin en afgesloten met Perceval. Jacob vertaalde de Merlin als Boek van Merline, maar liet het daarbij. Pas in 1326 zou Lodewijc van Velthem, mogelijk voor Albrechts zoon Gheraert van Voorne, voor wie hij eerder een Vijfde Partie aan de Spiegel historiael gedicht had, nadat hij eerst de door Jacob van Ma(e)rlant onvoltooide Vierde Partie van een slot had voorzien. Maar in plaats van Robert de Borons Perceval te vertalen, vervolgde Lodewijc met de vertaling van de Suite-Vulgate du Merlin. Door deze redactionele 'gijp' boog hij de inmiddels in vergetelheid geraakte trilogie van Robert de Boron om richting de Lancelot en prose, een roman die Lodewijc vertaalde, bewerkte, inkortte en aanvulde tot twee boekdelen, waarvan het eerste deel verloren ging en het tweede deel bewaard bleef als de Lanceloet-compilatie (KB Den haag, 129 A 10).
In deze Lanceloet-compilatie nam Lodewijc een roman van Jacob op die hij hoogstwaarschijnlijk tijdens zijn verblijf op Oost-Voorne voor Albrecht geschreven heeft: Torec (hoogstwaarschijnlijk een anagram van (H)ector). In deze opmerkelijke niet-historische Arturroman - waarin iedereen vals speelt - staan concrete aanwijzingen naar de natuurlijke gesteldheid van het eiland, en knipogen naar bestaande individuen: "Cleas vanden Briele" zal wel Claes geheten hebben (al weten wij niet wie deze bonte hond was), maar nóg sprekender is de doopnaam van de joncvrouwe van Montesclare: Mabilie. De "Joncvrouwe van Montesclare" is een goede bekende in de Arturliteratuur, maar nergens wordt haar voornaam genoemd. En laat nou Albrechts dochter (ook) Mabilie geheten hebben. Of zij het net zo hoog in haar bol had als de Joncvrouwe van Montesclare in de Torec is onbekend, wel weten wij dat zij non werd in een Zuid-Hollands klooster voor adellijke vrouwen.